# Lee Seung-yun (Leichtathlet)
Lee Seung-yun (kor. 이승윤; * 28. Februar 1989) ist ein südkoreanischer Leichtathlet, der sich auf den 400-Meter-Hürdenlauf spezialisiert hat.

## Sportliche Laufbahn
Erste internationale Erfahrungen sammelte Lee Seung-yun im Jahr 2009, als er bei den Ostasienspielen in Hongkong in 52,03 s den vierten Platz belegte. Im Jahr darauf nahm er erstmals an den Asienspielen in Guangzhou teil und schied dort mit 53,56 s in der ersten Runde aus, belegte aber mit der südkoreanischen 4-mal-400-Meter-Staffel in 3:09,97 min den sechsten Platz. 2011 erreichte er bei den Asienmeisterschaften in Kōbe nach 51,40 s Rang fünf und schied anschließend bei den Weltmeisterschaften in Daegu mit 52,98 s im Vorlauf aus. 2014 nahm er erneut an den Asienspielen in Incheon teil und schied dort mit 51,19 s in der Vorrunde aus. 
In den Jahren 2008, 2009 und 2013 wurde Lee südkoreanischer Meister im 400-Meter-Hürdenlauf.

## Persönliche Bestleistungen
- 400 Meter: 47,37 s, 24. April 2012 in Andong
- 400 m Hürden: 50,40 s, 26. August 2016 in Naju